# Acutandra murrayi
Acutandra murrayi là một loài bọ cánh cứng trong họ Cerambycidae.